# Ted Boy Marino
Mario „Ted Boy Marino“ (* 18. Oktober 1939 in Fuscaldo, Kalabrien, Italien; † 27. September 2012 in Rio de Janeiro) war ein italienisch-brasilianischer Wrestler, Komiker, Schauspieler und TV-Moderator.

## Leben
Mit seinen Eltern und fünf Geschwistern emigrierte Marino 1952 nach Buenos Aires, Argentinien. Zunächst verdiente er sein Geld als Schuhmacher. In seiner Freizeit begann er ein Training im Ringen und Gewichtheben. Auf argentinischen und uruguayischen TV-Kanälen des brasilianischen Senders Excelsior TV Rio de Janeiro war er ab 1962 als Wrestler zu sehen. Sein Markenzeichen war ein blonder, in die Stirn gekämmter Pony. 1965 zog er nach Brasilien, wo er im Format Telecatch gegen bekannte Wrestler in den Ring trat. Auch trat er bald in anderen Unterhaltungssendungen auf. Mit den Sängern Wanderley Cardoso (* 1945) und Ivon Curi sowie dem Schauspieler Renato Aragão (* 1935) bildete er ein populäres Quartett, dessen TV-Auftritte Einschaltquoten von 50 bis 60 Prozent erreichten. 1968 debütierte Marino in der Rolle eines Kämpfers in dem Streifen Dois na Lona.
Es schlossen sich Engagements für vier Sendungen des Senders TV Globo an, die seine Bekanntheit weiter erhöhten. Von Montag bis Freitag präsentierte er das Nachmittagsformat Zás Trás. Außerdem war er von Montag bis Freitag vor den Hauptnachrichten in der Serie Orion IV × Ted Boy Marino zu sehen. Dienstags präsentierte er in Begleitung der Schauspielerin Célia Biar (1918–1999) die Varietéshow Oh, que Delícia de Show mit Zirkusvorstellungen und Sängern. In Auftritten bei Telecatch war er samstags zur besten Sendezeit von 20 bis 22 Uhr und in São Paulo auch sonntags live zu sehen.
Mit dem Niedergang des Telecatch-Genres in den 1980er Jahren schwand auch seine Popularität. Seit dieser Zeit trat er noch in Nebenrollen in Comedy-Serien auf, so in der Rolle eines Bösewichts in Filmen der Serie Os Trapalhões, ferner in Clubs und Theatern im Landesinnern Brasiliens.
Marino lebte im Alter in Rio des Janeiros Stadtteil Leme, wo er mit Freunden am Strand gerne Beachvolleyball spielte. Er starb im Alter von 72 Jahren an einem Herzstillstand während einer Notoperation, die zur Behandlung einer Thrombose eingeleitet worden war.
Rio de Janeiro ehrte ihn, indem der am Fuß des Morro do Leme verlaufende Caminho dos Pescadores seinen Namen als Zusatz erhielt.

## Filmografie
- 1968: Dois na Lona
- 1977: O Pequeno Polegar contra o Dragão Vermelho
- 1980: Os Paspalhões em Pinóquio 2000
- 1983: Os Três Palhaços e o Menino
- 2005: Bang Bang